# باروخ شميلوف
باروخ شميلوف (مواليد 9 فبراير 1994) هو لاعب جودو إسرائيلي.